# فاب فايف: فضيحة مشجعات تكساس (فلم)
فاب فايف: فضيحة مشجعات تكساس (Fab Five: The Texas Cheerleader Scandal) هو فيلم تلفزيوني أمريكي من صنف الدراما للمخرج توم ماكلوغلين. من بطولة جينا ديوان ، اشلي بينسون ، و تاتوم اونيل. بث لأول مرة على قناة لايف تايم التلفزيونية . صدر في الولايات المتحدة بتاريخ 2 أغسطس 2008، وبفرنسا في 1 سبتمبر 2011 على قناة إم6.
قصة الفيلم مقتبسة من قصة حقيقية شغلت الرأي العام الأمريكي أنذاك، حصلت في ثانوية ماكيني الشمالية في مدينة ماكيني، ولاية تكساس عام 2006، حيث قامت خمسة مشجعات مراهقات بالإساءة إلى سمعتهن، وٱنتهاك الزي المدرسي، وعدم ٱحترام عموم المجتمع المدرسي 

## وصلات خارجية
- مقالات تستعمل روابط فنية بلا صلة مع ويكي بيانات
- فاب فايف: فضيحة المشجع تكساس
- فاب فايف: فضيحة مشجعات تكساس (فيلم)
- فاب فايف: فضيحة المشجع تكساس
- فاب فايف: فضيحة رئيس المشجعين تكساس